# Phocavis maritimus
Phocavis maritimus — викопний вид сулоподібних птахів вимерлої родини Plotopteridae. Існував в пізньому еоцені. Рештки птаха виявлені у відкладеннях формації Keasey в штаті Орегон (США). Описаний з решток тарсометатарсуса.